# هابيل سيلفا
هابيل سيلفا (21 أغسطس 1969 بلشبونة في البرتغال - ) هو مدرب كرة قدم ولاعب كرة قدم برتغالي في مركز الدفاع. شارك مع منتخب البرتغال تحت 20 سنة لكرة القدم ومنتخب البرتغال تحت 21 سنة لكرة القدم. أما مع النوادي، فقد لعب مع أتليتيكو كلوب دي برتغال وألفيركا وإشتوريل برايا ونادي أكاديميكا كويمبرا ونادي بنفيكا ونادي فيتوريا سيتوبال ونادي ماريتيمو وF.C. Felgueiras ‏ ونادي بينفايل وكامبومايورنسي ‏.

## وصلات خارجية
- هابيل سيلفا على موقع الاتحاد الدولي (مؤرشف)  (الإنجليزية)
- هابيل سيلفا على موقع قاعدة بيانات كرة القدم.إي يو (الإنجليزية)
- هابيل سيلفا على موقع عالم كرة القدم.نت (الإنجليزية)